# 婺源安息香
婺源安息香（学名：Styrax wuyuanensis）为安息香科安息香属下的一个种。

## 扩展阅读
- 維基物種上的相關：婺源安息香